# Ариана 4
Ариана 4 е ракета носител, разработена от Националния център за космически изследвания и произведена от Арианаспейс.
Програмата започва 1983 г., а първият успешен полет е на 15 юни 1988 г. Ракетата става основа за изстрелванетоп на европейски сателити със 113 успешни изстрелвания и само три провала. Ариана 4 може да изведе 4800 кг в геостационарна трансферна орбита (ГТО), докато Ариана 3 само 1700 кг. Рекордът на ракетата в ГТО е 4946 кг.
Ариана 4 е използвана в голям брой варианти, може да бъде оборудвана с два или четири допълнителни ракетни двигателя с твърдо гориво. Ракетата има система нар. Спелда, с която може да извежда повече от един спътник на едно излитане.
Ариана 4 AR 40 е основната версия с три степени: 58 метра височина, 3,8 метра в диаметър, маса при изстрелването 245 т и максимален товар в ГТО 2100 кг и 5000 в ниска околоземна орбита. Основната сила на ракетата идва от четирите двигателя Викинг 5 всеки произвеждащ тяга 667 kN. Втората степен има само един Викинг, а третата степен има един двигател HM7 с течен кислород и течен водород. Версията AR 44L може да изведе товар с тегло 4730 кг в ГТО и 7600 кг в НЗО.
| Вариант | Изстрелвания | Успешни | Дати на провалите |
| ------- | ------------ | ------- | ----------------- |
| AR 40   | 7            | 7       | -                 |
| AR 42L  | 12           | 12      | -                 |
| AR 42P  | 14           | 13      | 1 декември 1994   |
| AR 44L  | 34           | 33      | 22 февруари 1990  |
| AR 44LP | 26           | 25      | 24 януари 1994    |
| AR 44P  | 15           | 15      | -                 |

Ариана 4 е направила повече от 100 старта с 97% успешни полети. Ракетата е изведена след въвеждането в употреба на Ариана 5, която може да носи по-тежки товари. Последният полет е направен на 15 февруари 2003 г. с извеждането на Intelsat 907 в геосинхронна орбита.